# Universidad Tecnológica de Munster
La Universidad Tecnológica de Munster (Munster Technological University en idioma inglés) es una universidad pública de Munster (Irlanda) con campus en Cork, Bishopstown, Ringaskiddy-Loughbeg y Tralee.
Se creó en enero de 2021 mediante la fusión del Instituto de Tecnología de Cork y del Instituto de Tecnología de Tralee. 